# 帕斯托雷斯 (危地馬拉)
帕斯托雷斯（西班牙語：Pastores），是危地馬拉的城鎮，位於該國西南部，由薩卡特佩克斯省負責管轄，面積19平方公里，海拔高度1,602米，2002年人口11,682，人口密度每平方公里614.84人。
14°36′N 90°45′W / 14.600°N 90.750°W